# Synagogue de Koutaïssi
La synagogue de Koutaïssi est l'une des trois synagogues des Juifs géorgiens de Koutaïssi, en Géorgie.

## Histoire
Construite en 1885, c'est la deuxième plus grande du pays après la grande synagogue de Tbilissi. Mais en raison de l'émigration vers Israël, elle est aujourd'hui peu fréquentée. 

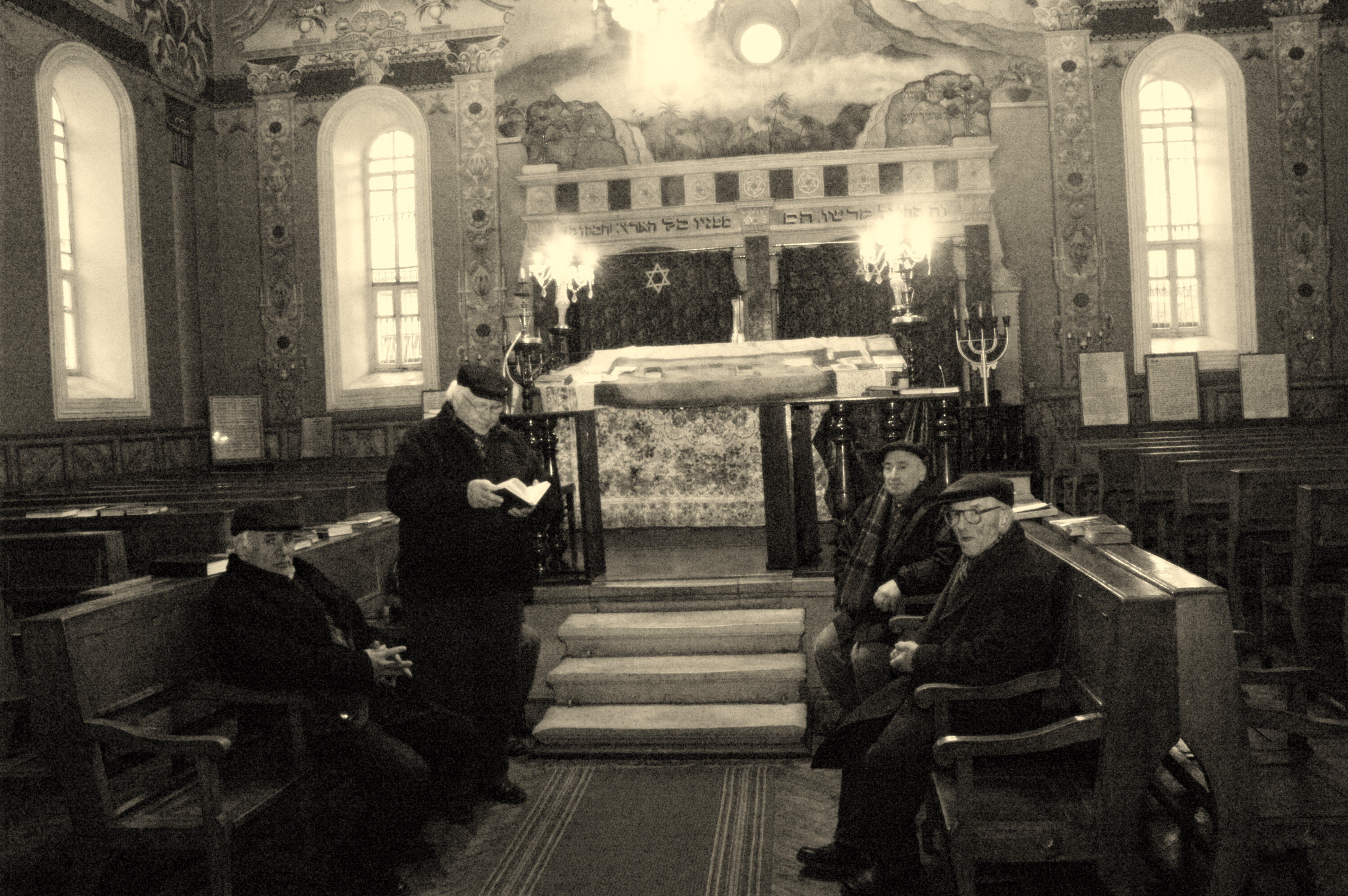
Étude de la Torah dans la synagogue de Koutaïssi.
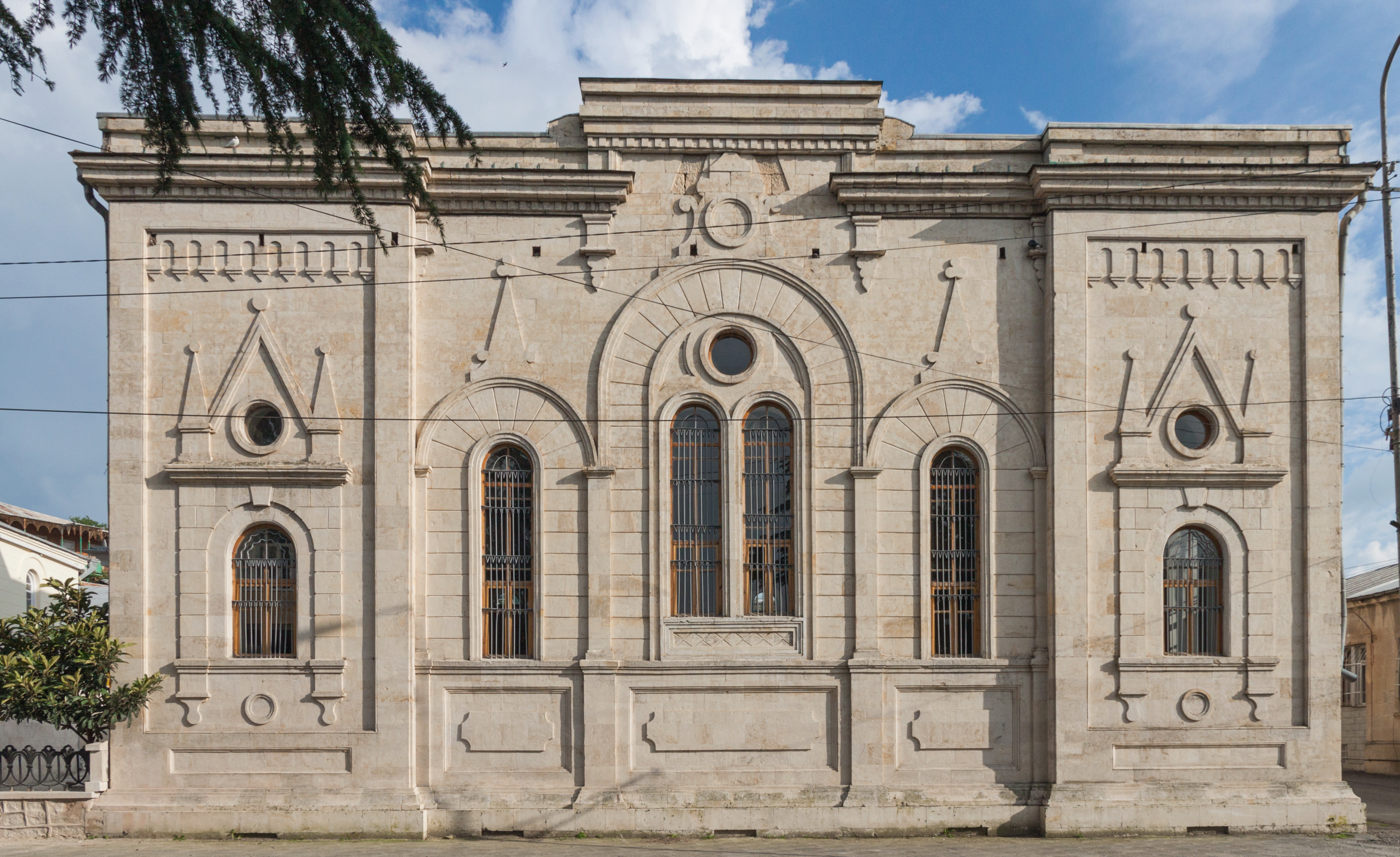
L'une des façades de la synagogue